# البلعمية الكبرى الجلدية
البلعميات الكبرى الجلدية هي خلايا بلعمية في الجلد تسهل استتباب الجلد من خلال التوسط في ترميم الجروح ونمو الشعر وتوازن الأملاح. يتمثل دورهم الوظيفي في هذه العمليات هو تحرير الوسائط الالتهابية. إذ بإمكانهم تشكيل النمط الظاهري M1 أو M2 لتحريض أو تثبيط الاستجابة الالتهابية، وبالتالي التأثير على نشاط الخلايا الأخرى عن طريق إنتاج السيتوكينات الالتهابية أو المضادة للالتهابات. وإن قدرة الخلايا البلعمية الكبرى على تحريض الاستجابة الالتهابية تلعب دورًا في خصائصها المضادة للسرطان. إذ بإمكان البلعميات الكبرى من النمط M1 كبح نمو ورم في الجلد من خلال خصائصها المحرضة للاستجابة الالتهابية. مع ذلك، تدعم البلعميات من النمط M2 نمو الورم والغزو السرطاني عن طريق إنتاج السيتوكينات مثل خلية تي المساعدة، عامل النمو المحول بيتا والإنترلوكين 10. وبالتالي فإن المساهمة الدقيقة لكل نمط ظاهري في الدفاع ضد السرطان أو استتباب الجلد ما تزال غير واضحة تمامًا.
البلعميات الكبرى الجلدية هي خلايا مناعية في الأصل تتواجد بشكل رئيسي في أدمة الجلد، وهي تتكون من مجموعتين متميزتين: السلائف المشتقة من الكيس المحي ووحيدات النوى الجوالة. وهي خلايا بلعمية تسكن الأنسجة وتسهل إزالة الحطام الجرثومي من الجلد.
تنتمي البلعميات الكبرى الجلدية إلى جملة البلعميات والوحيدات التي تلعب دورًا حيويًا في المناعة الفطرية للجلد. وهي أيضًا نوع من الخلايا المقدمة للمستضد التي يمكنها التوسط في ارتشاح الخلايا المناعية أثناء الاستجابة المناعية مما يثبت دور البلعميات الكبرى الجلدية في كلا نوعي الاستجابة المناعية الفطرية والتكيفية. ومع ذلك، فإن قدرتها على تقديم المستضد أقل نسبيًا من الخلايا المتغصنة وخلايا لانغرهانس في الجلد. وبالتالي، فإن وظيفتها الأساسية هي استتباب الجلد.

## الوظيفة

### المناعة الفطرية
يمكن للبلعميات الكبرى الجلدية أن تبلعم وتهضم المواد الغريبة مشابهة بذلك لأنواع الخلايا الأخرى في جملة البلعميات والوحيدات. إذ تتشكل جملة البلعميات والوحيدات من البلعميات الكبرى الجلدية مع الخلايا المتغصنة وخلايا لانغرهانس.
تمتلك البلعميات الجلدية تعبيرًا جينيًا مميزًا لتسهيل تخصصها في إزالة الجزيئات الكبيرة ومسببات الأمراض. لذا فليس بإمكانها الارتشاح إلى العقد اللمفية نتيجة دورها المتمايز. على سبيل المثال، فإن الجمهرة الخلوية بالقرب من الوريدات التالية للشعيرات تعبر عن كتلة التمايز 4. يمكن لهذه المجموعة المحددة إنتاج مواد كيميائية للتوسط في ارتشاح العدلات في الاستجابة الالتهابية. تشير وظائف البلعميات الكبرى الجلدية إلى أهميتها في المناعة الفطرية للجلد.
البلعميات الكبرى الجلدية، الخلايا المتغصنة وخلايا لانغرهانس هي الأنواع الرئيسية من الخلايا المقدمة للمستضد في الجلد، ولكن فإن البلعميات الكبرى الجلدية تأثيرها أقل نسبيًا على هذه الوظيفة من الخلايا الأخرى. فهي تعمل بشكل أساسي على بلعمة وإزالة المواد الأجنبية.

### ترميم الجروح
تتكاثر البلعميات الكبرى الجلدية بشكل أساسي في أدمة الجلد لأنها متخصصة في استتباب الجلد وإصلاحه. هناك ثلاث مراحل مترابطة في التئام الجروح: الالتهاب، تشكيل الأنسجة والنضج. تعمل البلعميات الكبرى الجلدية على ربط المراحل الثلاث من التئام الجروح.
تحدث المرحلة الأولى ابتداءً من يوم الإصابة حتى اليوم الخامس، وهي عبارة عن الاستجابة الالتهابية التي تحرضها البلعميات الكبرى الجلدية لبدء عملية ترميم الأنسجة. على غرار وظائفها في المناعة الفطرية، تحفز الضامة الجلدية الاستجابة الالتهابية خلال المرحلة الأولى من ترميم الجرح عن طريق تحرير العوامل الالتهابية. هذا يسمح ارتشاح الخلايا المناعية والعوامل التي تسهل تجدد الأنسجة. ترتبط البلعميات الكبرى الجلدية أيضًا بإنتاج عوامل التكاثر الخلوي مثل عامل النمو المحول بيتا 1 وعامل نمو بطانة الأوعية الدموية من النمط أ. إذ تُنتج عوامل التكاثر الخلوي لمباشرة المرحلة الثانية، تشكل الأنسجة.
يحدث تشكل الأنسجة في اليوم الخامس إلى اليوم العاشر بعد الإصابة. يتمثل دور البلعميات الكبرى الجلدية في هذه المرحلة في تشكيل البنية الأساسية التي سيقوم عليها تشكل الأنسجة من خلال التحبب وترسب الكولاجين. وتتوسط أيضًا في إعادة تكوين النسيج الظهاري وتولد الأوعية الدموية الجديدة عن طريق إنتاج عامل النمو المحول بيتا 1 وعامل نمو بطانة الأوعية الدموية من النمط أ، مثلما هو الحال في مرحلة الالتهاب. وبالتالي فالبلعميات الكبرى الجلدية جوهرية في الانتقال بين المرحلتين الثانية والثالثة. قد يؤدي نقص البلعميات الكبرى الجلدية إلى تغيرات شكلية غير مواتية في الجرح نتيجة ضعف إزالة الحطام الخلوية عن طريق البلعمة.
تتوسط البلعميات الكبرى الجلدية المرحلة النهائية من نضج الأنسجة والتئام الجروح. وهي مساهمات غير أساسية تسهل استبدال الكولاجين من النوع الأول بالكولاجين من النوع الثالث. تحدث بداية شفاء الجرح في هذه المرحلة، إذ ينخفض مستوى عامل النمو المحول بيتا 1 وعامل نمو بطانة الأوعية الدموية من النمط أ، التي تنتجها البلعميات الكبرى الجلدية بشكل أساسي، وذلك لتسهيل العملية. يحدث تراجع تدريجي في الاستجابة الالتهابية من خلال إفراز عوامل التكاثر الخلوي. إذ تتفعل البلعميات الكبرى الجلدية المضادة للالتهاب لتخفيف حدة الاستجابة الالتهابية مع اكتمال شفاء الجرح. فتعبر عن الإنترلوكين 10 ومناهض مستقبل الإنترلوكين 1 لتثبيط الالتهاب.

### نمو الشعر
البلعميات الكبرى الجلدية هي المكون الأساسي للجهاز المناعي لبصيلات الشعر. تعمل بشكل عام على تسهيل نمو الشعر. هناك ثلاث خطوات لنمو الشعر: طور التراجع، طور التنامي وطور الانتهاء. أثناء طور التراجع، يتناقص عدد البلعميات الكبرى الجلدية تدريجيًا عندما ينمو الشعر. يصل عدد البلعميات الكبرى الجلدية في بصيلات الشعر إلى الحد الأدنى خلال طور الانتهاء (حالة الراحة) ويزداد خلال فترة التنامي (بداية دورة نمو أخرى).
في القوارض، يمكن للبلعميات المحيطة بالجريب إزالة ألياف الكولاجين حول الجريبات عن طريق البلعمة. قد تساهم هذه الظاهرة في إعادة تشكيل المركب الجريبي أثناء طور التنامي عندما تمنع الضامة الجلدية تنشيط الخلايا الجذعية الجريبية، وبالتالي تمنع دخول طور التراجع، وهي عملية يتوقف فيها الشعر عن النمو. ومن ثم، فإن البلعميات الكبرى الجلدية تسهل نمو الشعر عن طريق منع توقف عملية النمو وانحدارها.
عند التعرض للإجهاد البدني، فإن إطلاق الكيموكينات CC 2 (السيتوكين) في بصيلات الشعر يؤدي إلى ارتشاح البلعميات الكبرى. تعبر البلعميات الكبرى المرتشحة بشكل أساسي عن النمط الظاهري M1، وهي بلعميات التهابية يمكن أن تؤدي إلى استماتة الخلايا في الجريب من خلال زيادة تحرير السيتوكينات المحرضة للالتهاب مثل عامل نخر الورم ألفا. مع ذلك، فإن عامل نخر الورم ألفا هو عامل رئيسي يسهل تجديد الشعر من خلال تعزيز إشارات المسارات المختلفة (مسار بروتين دبيلو.أن.تي، مسار العامل النووي كابا للخلايا البائية المنشطة).
يمكن أن تساهم البلعميات الكبرى الجلدية أيضًا في تجديد الشعر عن طريق الانحراف نحو النمط الظاهري المضاد للالتهابات (M2) تحت ضغط طفيف. ومع ذلك، فقد توقف البلعميات الكبرى الجلدية M2 أيضًا دورة نمو الشعر عند طور الانتهاء. هناك حاجة إلى مزيد من البحث لتحديد الأدوار الوظيفية للبلاعم الجلدية M2. على الرغم من أن مساهمة البلعميات الكبرى الجلدية M1 وM2 في تجديد الشعر لا تزال غير واضحة، فإن مساهمة جمهرة البلعميات الكبرى الجلدية لا تزال ملحوظة بغض النظر عن الأنماط الظاهرية.